# Exèrcit de la República de Corea
L'Exèrcit de la República de Corea (hangul: 대한민국 육군, hanja: 大韩民国 陆军, romanització revisada: Daehanminguk Yukkun, McCune-Reischauer: Taehanmin'guk Yukkun)? és la major de les branques militars de les forces armades de Corea del Sud, amb 522 000 membres (estimació de 2008), aquesta quantitat es manté a través del servei militar. Els homes sud-coreans han de completar 22 mesos de servei militar entre la graduació de l'escola secundària i l'edat de 35 anys.

## Informació General
L'Exèrcit s'ha estructurat per operar tant en el nadiu de terreny muntanyenc de la península de Corea (70% de muntanyes) i al territori Nord-coreà (que en les seves files compta amb aprox. milió de soldats), dos terços dels quals està permanentment propers a la frontera Sud-coreana i a la Zona Desmilitaritzada. L'actual administració ha iniciat un programa que en les properes dues dècades deixarà un fort sistema intern de defensa, pel qual Corea del Sud seria capaç de contrarestar plenament un atac de Corea del Nord.
L'Exèrcit de Corea del Sud es va organitzar anteriorment en tres exèrcits: el Primer Exèrcit (FROKA), Segon de l'Exèrcit (SROKA), i el Tercer Exèrcit (TROKA), cadascun amb la seva pròpia Caserna General, cossos i divisions. El Tercer Exèrcit va ser responsable de la defensa de la capital, així com la secció occidental de la zona de distensió. El primer Exèrcit va ser responsable de la defensa de la part oriental de la zona de distensió, mentre que el Segon Exèrcit va formar la rereguarda.
Sota un pla de reestructuració destinat a reduir el aparataje militar, el 2.º Exèrcit es va convertir en el Segon Comando d'Operacions en 2006, i l'1ero i el 3ero exèrcits es combinaran com el Primer Comando d'Operacions en el 2010.

## Comando i Estructura

### Comandàncies
- Cap de l'Estat Major de l'Exèrcit de la República de Corea: General Lim Choung-Bin.
- Comandant General, 1.er Exèrcit de la República de Corea: General Kim Geun-Tae.
- Comandant General, Segon Comando d'Operacions de l'Exèrcit de la República de Corea: General Jo Jae-Toe.
- Comandant General, 3.er Exèrcit de la República de Corea: General Kim Sang Ki.

### Caserna General de l'Exèrcit de la República de Corea
- Comando de Míssils "ENDLESSNESS" (유도탄사령부 '무극부대').

- Comando de Defensa de la Capital "SHIELD" (수도방위사령부 '방패부대').

- 1º Brigada de Defensa Química (1화학전방호여단).
- 122º Brigada de Comunicacions (122통신여단).
- 10º Grup de Defensa Aèria (10방공단).
- 1113º Grup d'Enginyers (1113공병단).

- 52º Divisió d'Infanteria de Defensa Nacional (52향토보병사단).
- 56º Divisió d'Infanteria de Defensa Nacional (56향토보병사단).
- 57º Divisió d'Infanteria de Defensa Nacional (57향토보병사단).
- 60º Divisió d'Infanteria de Reserva (60동원보병사단).
- 71º Divisió d'Infanteria de Reserva (71동원보병사단).

- Comando d'Operacions Especials "LEON" (특수전사령부 '사자부대').

- 707º Batalló de Missions Especials "TIGRE BLANCO" (707특수임무대대 '백호부대').

- Grup d'Entrenament d'Operacions Especials (특수전교육단).
- 1º Brigada de Forces Especials (Aerotransportada) "EAGLE" (1공수특전여단 '독수리부대').
- 3º Brigada de Forces Especials (Aerotransportada) "FLYING TIGER" (3공수특전여단 '비호부대').
- 5º Brigada de Forces Especials (Aerotransportada) "BLACK DRAGON" (5공수특전여단 '흑룡부대').
- 7º Brigada de Forces Especials (Aerotransportada) "PEGASUS" (7공수특전여단 '천마부대').
- 9º Brigada de Forces Especials (Aerotransportada) "GHOST" (9공수특전여단 '귀성부대').
- 11º Brigada de Forces Especials (Aerotransportada) "GOLDEN BAT" (11공수특전여단 '황금박쥐부대').
- 13º Brigada de Forces Especials (Aerotransportada) "BLACK PANTHER" (13공수특전여단 '흑표부대).

- Comando d'Operacions d'Aviació "PHOENIX" (항공작전사령부 '불사조부대').

- 1º Brigada d'Aviació (1항공여단).
- 2º Brigada d'Aviació (2항공여단).

- Comando Logístic de l'Exèrcit '"SEVEN STARS" (육군군수사령부 '칠성대').

- Dipòsit de Manteniment (종합정비창).
- Dipòsit de Subministrament (종합보급창).
- Coamando de Suport de Municions (탄약지원사령부).

- Comando d'Entrenament i Doctrina de l'Exèrcit (육군교육사령부).

- Escola Central Militar d'Estudiants (학생중앙군사학교).
- Col·legi de l'Exèrcit (육군대학).
- Col·legi Tècnic (병과학교).

- Grup de Desenvolupament de Combat de l'Exèrcit (육군전투발전단).
- Acadèmia Militar de Corea de Yeong-cheon (육군3사관학교).
- Acadèmia Militar de Corea (육군사관학교).
- Centre d'Entrenament de l'Exèrcit de Corea (KATC) (육군훈련소).

### 1.er Exèrcit de la República de Corea (FROKA) (1야전군)
- 3º Brigada Cuirassada "LIGHTNING" (3기갑여단 '번개부대').
- 11º Grup d'Artilleria de Camp (11야전포병단).
- 12º Grup d'Aviació (12항공단).
- 1107º Grup d'Enginyers (1107공병단).
- 1170º Grup d'Enginyers (1170공병단).
- 11º Brigada de Comunicacions (11통신여단).

- 11º Divisió d'Infanteria (Mecanitzada) "Hwa-rang" (11기계화보병사단 '화랑부대').
- 1º Comando de Suport Logístic (1군수지원사령부).

- II Cos "DOUBLE DRAGONS" (2군단 '쌍용부대').

- 2º Brigada d'Artilleria (2포병여단).
- 2º Brigada d'Enginyers (2공병여단).
- 102º Brigada de Comunicacions (102통신여단).
- 702º Regiment d'Assalt Especial (702특공연대).
- 302º Regiment de Seguretat (302경비연대).

- 7º Divisió d'Infanteria "SET ESTELLAS" (7보병사단 '칠성부대').
- 15º Divisió d'Infanteria "VICTORIA" (15보병사단 '승리부대').
- 27º Divisió d'Infanteria "LET'S WIN" (27보병사단 '이기자부대').

- III Cos "MOUNTAINS" (3군단 '산악부대').

- 3º Brigada d'Artilleria (3포병여단).
- 3º Brigada d'Enginyers (3공병여단).
- 103º Brigada de Comunicacions (103통신여단).
- 703º Regiment d'Assalt Especial (703특공연대).
- 303º Regiment de Seguretat (303경비연대).

- 2º Divisió d'Infanteria "ANGRY WAVE" (2보병사단 '노도부대').
- 12º Divisió d'Infanteria "EULJI" (12보병사단 '을지부대').
- 21º Divisió d'Infanteria "MT. BAEKDU" (21보병사단 '백두산부대').

- VIII Cos "LOYAL DRAGON OF THE EAST SEA" (8군단 '동해충용부대').

- 8º Brigada d'Artilleria (8포병여단).
- 102º Brigada d'Infanteria (Mecanitzada) "SUNRISE" (102기계화보병여단 '일출부대').

- 22º Brigada d'Infanteria "YULGOK" (22보병사단 '율곡부대').
- 23º Brigada d'Infanteria "IRON WALL" (23보병사단 '철벽부대').

### Segon Comando d'Operacions de la República de Corea (육군 2작전사령부)
(Format del 2.º Exèrcit SROKA).
- 21º Grup d'Aviació (21항공단).
- 201º Brigada d'Assalt Especial (201특공여단).
- 203º Brigada d'Assalt Especial (203특공여단).
- 1117º Grup d'Enginyers (1117공병단).
- 1120º Grup d'Enginyers (1120공병단).

- 5º Comando de Suport Logístic (5군수지원사령부).
- 31º Divisió d'Infanteria de Defensa Nacional (31향토보병사단).
- 32º Divisió d'Infanteria de Defensa Nacional (32향토보병사단).
- 35º Divisió d'Infanteria de Defensa Nacional (35향토보병사단).
- 37º Divisió d'Infanteria de Defensa Nacional (37향토보병사단).
- 39º Divisió d'Infanteria de Defensa Nacional (39향토보병사단)
- 50º Divisió d'Infanteria de Defensa Nacional (50향토보병사단)
- 53º Divisió d'Infanteria de Defensa Nacional (53향토보병사단).

### 3.er Exèrcit de la República de Corea (TROKA) (3야전군)
- 1º Brigada d'Artilleria de Defensa Aèria (1방공포병여단).
- 1101º Grup d'Enginyers (1101공병단).
- 1173º Grup d'Enginyers (1173공병단).
- 1175º Grup d'Enginyers (1175공병단).

- 2º Comando de Suport Logístic (2군수지원사령부).

- 5º Unitat de Subministrament (5보급대).

- 3º Comando de Suport Logístic (3군수지원사령부).

- Cos Cabdal "DEVOTION" (수도군단 '충의부대').

- Brigada d'Artilleria Cabdal (수도포병여단).
- 100º Brigada de Comunicacions (100통신여단).
- 700º Regiment d'Assalt Especial (700특공연대).

- 17º Divisió d'Infanteria "LIGHTNING" (17보병사단 '번개부대').

- I Cos "GWANGGAETO" (1군단 '광개토부대').

- 2º Brigada Cuirassada "LLEIALTAT" (2기갑여단 '충성부대').
- 1º Brigada d'Enginyers (1공병여단).
- 101º Brigada de Comunicacions (101통신여단).
- 11º Grup d'Aviació (11항공단).
- 701º Regiment d'Assalt Especial (701특공연대).
- 301º Regiment de Seguretat (301경비연대).

- 1º Brigada d'Artilleria (1포병여단).

- 2º Grup d'Artilleria de Camp (2야전포병단).
- 3º Grup d'Artilleria de Camp (3야전포병단).
- 7º Grup d'Artilleria de Camp (7야전포병단).

- 1º Divisió d'Infanteria "AVANCI" (1보병사단 '전진부대').

- 11º Regiment d'Infanteria (11보병연대(GOP)).
- 12º Regiment d'Infanteria (12보병연대(GOP)).
- 15º Regiment d'Infanteria (15보병연대).

- 9º Divisió d'Infanteria "CAVALL BLANCO" (9보병사단 '백마부대').

- 28º Regiment d'Infanteria (28보병연대).
- 29º Regiment d'Infanteria (29보병연대).
- 30º Regiment d'Infanteria (30보병연대).

- 25º Divisió d'Infanteria "FLYING DRAGON" (25보병사단 '비룡부대').

- 70º Regiment d'Infanteria (70보병연대).
- 71º Regiment d'Infanteria (71보병연대).
- 72º Regiment d'Infanteria (72보병연대).

- 30º Divisió d'Infanteria (Mecanitzada) "CERTAIN VICTORY" (30기계화보병사단 '필승부대').

- 90° Brigada d'Infanteria (Mecanitzada) (90기계화보병여단).
- 91º Brigada d'Infanteria (Mecanitzada) (91기계화보병여단).
- 92º Brigada d'Infanteria (Mecanitzada) (92기계화보병여단).

- 71º Divisió d'Infanteria de Reserva "OLIMPICO" (72동원보병사단'올림픽부대').

- V Cos "VICTORIOSA" (5군단 '승진부대').

- 1º Brigada d'Infanteria "BLITZKRIEG" (1기갑여단 '전격부대').
- 5º Brigada d'Enginyers (5공병여단).
- 105º Brigada de Comunicacions (105통신여단).
- 15º Grup d'Aviació (15항공단).
- 705º Regiment d'Assalt Especial (705특공연대).
- 305º Regiment de Seguretat (305경비연대).

- 5º Brigada d'Artilleria (5포병여단 '승진포병부대').

- 1º Grup d'Artilleria de Camp (1야전포병단).
- 5º Grup d'Artilleria de Camp (5야전포병단).
- 8º Grup d'Artilleria Mobilitzada (8동원포병단).

- 3º Divisió d'Infanteria "SKELETON" (3보병사단 '백골부대').
- 6º Divisió d'Infanteria "BLUE STAR" (6보병사단 '청성부대').

- 2º Regiment d'Infanteria (2보병연대(GOP)).
- 7º Regiment d'Infanteria (7보병연대(GOP)).
- 19º Regiment d'Infanteria (19보병연대).

- 8º Divisió d'Infanteria "TUMBLER" (8보병사단 '오뚜기부대') (Mecanitzada des de 2010)

- VI Cos "ADVANCE" (6군단 '진군부대').

- 5º Brigada Cuirassada "IRON STORM" (5기갑여단 '철풍부대').
- 6º Brigada d'Enginyers (6공병여단).
- 106º Brigada de Comunicacions (106통신여단).
- 16º Grup d'Aviació (16항공단).
- 706º Regiment d'Assalt Especial (706특공연대).
- 306º Regiment de Seguretat (306경비연대).

- 6º Brigada d'Artilleria (6포병여단).

- 6º Grup d'Artilleria de Camp (6야전포병단).
- 9º Grup d'Artilleria de Camp (9야전포병단).

- 5º Divisió d'Infanteria "KEY" (5보병사단 '열쇠부대').
- 26º Divisió d'Infanteria (Mecanitzada) "GROUP OF FIRES" (26기계화보병사단 '불무리부대').
- 28º Divisió d'Infanteria "INVINCIBLE TYPHOON" (28보병사단 '무적태풍부대').

- VII Cos "VANGUARD OF NORTHERN ADVANCE" (7군단 '북진선봉부대').

- 7º Brigada d'Artilleria (7포병여단).
- 7º Brigada d'Enginyers (7공병여단).
- 107º Brigada de Comunicacions (107통신여단).
- 17º Grup d'Aviació (17항공단).
- 7º Unitat d'Assalt (7강습대).

- Divisió d'Infanteria Mecanitzada Capital "DIVISION DEL TIGRE" (수도기계화보병사단 '맹호사단').
- 20º Divisió d'Infanteria (Mecanitzada) "DECISIVE BATTLE" (20기계화보병사단 '결전부대').